# Efferia parkeri
Efferia parkeri este o specie de muște din genul Efferia, familia Asilidae, descrisă de Wilcox în anul 1966. Conform Catalogue of Life specia Efferia parkeri nu are subspecii cunoscute.